# Mallo Diallo
Mallo Diallo, né le 12 novembre 1979 à Kaolack, est un footballeur sénégalais qui évoluait au poste d'attaquant.

## Biographie
Né à Kaolack en 1979, Mallo est formé au CAG Dakar avant de rejoindre les équipes de jeunes du Paris Saint-Germain, puis le Racing Paris en 1999 où il y restera jusqu'en 2002, le club étant alors en National. 
Il explose ensuite à Dijon, en inscrivant 16 buts en National. Il rejoint alors le monde professionnel à Amiens, avant de retourner en National à Rouen lors de la saison 2004-2005.
Il tente ensuite une expérience à l'étranger, avec le club portugais du FC Penafiel. Il retourne en France en 2007, pour évoluer avec des clubs amateurs de la région parisienne, en CFA et CFA2.